# Виола, Валентин
Валентин Николас Виола (исп. Valentín Nicolás Viola; родился 28 августа 1991 года, Морено, Аргентина) — аргентинский футболист, вингер.

## Биография
Виола — воспитанник клуба «Расинг» из Авельянеды. 4 сентября 2010 года в матче против «Колона» он дебютировал в аргентинской Примере. 8 май 2011 года в поединке против «Арсенала» из Саранди Валентин забил свой первый гол за «Расинг». Летом 2012 года Виола перешёл в лиссабонский «Спортинг». Сумма трансфера составила 4 млн. евро. 27 августа в матче против «Риу Аве» он дебютировал в Сангриш лиге. 7 декабря в поединке Лиги Европы против венгерского «Видеотона» Валентин забил свой первый гол за «Спортинг».
Летом 2013 года Виола в поисках игровой практики вернулся в «Расинг». 15 августа в матче Южноамериканского кубка против «Лануса» он отметился забитым мячом.
Летом 2014 года Виола на правах аренды присоединился к турецкому «Кардемир Карабюкспор». 31 августа в матче против «Фенербахче» он дебютировал в турецкой Суперлиге. 23 ноября в поединке против «Генчлербирлиги» Валентин забил свой первый гол за «Кардемир Карабюкспор».
В начале 2016 года Виола подписал контракт с кипрским «Аполлоном». Сразу же Валентин был отдан в аренду в бельгийский «Мускрон-Перювельз». 23 января в матче против «Локерена» он дебютировал в Жюпиле лиге. 31 января в поединке против «Остенде» Виола забил свой первый гол за «Мускрон-Перювельз».
В начале 2017 года Валентин на правах аренды перешёл в колумбийский «Индепендьенте Медельин». 6 февраля в матче против «Мильонариос» он дебютировал в Кубке Мустанга. 9 февраля в поединке против «Энвигадо» Виола забил свой первый гол за «Индепендьенте Медельин». В том же году в матчах Кубка Либертадорес против перуанского «Мельгара» и эквадорского «Эмелека» он забил по голу. В начале 2018 года Виола на правах аренды присоединился к «Сан-Лоренсо». 27 февраля в матче против «Химнасия Ла-Плата» он дебютировал за новый клуб.